# Didiscus oxeata
Didiscus oxeata är en svampdjursart som beskrevs av George John Hechtel 1983. Didiscus oxeata ingår i släktet Didiscus och familjen Heteroxyidae.
Artens utbredningsområde är havet utanför Brasilien. Inga underarter finns listade i Catalogue of Life.